# Galapaški pingvin
Galapaški pingvin (znanstveno ime Spheniscus mendiculus) je vrsta pingvina, ki živi samo na Galapaškem otočju v Tihem oceanu, s čimer je najseverneje razširjen pingvin in edini, ki uspeva ob ekvatorju. Z dolžino 40–45 cm in težo 1,6-2,5 kg je tudi eden najmanjših pingvinov na svetu.
Operjenost je črno-bela, s črnim hrbtom in belim trebuhom. Od grla po strani glave poteka tanka bela črta, ki naredi ovinek in se zaključi pri očesu, črna črta v obliki podkve pa obroblja trebuh. Po operjenosti in tudi sicer je podoben sorodnemu Humboldtovemu pingvinu, vendar je slednji bistveno večji. Kljun je na zgornji strani črn, spodnja stran in koža okrog njega pa sta bledo rožnate barve.
Tako daleč na severu uspeva na račun hladnega Humboldtovega toka, ki prinaša s hranili bogate vode iz antarktičnega kroga. Te omogočajo množično uspevanje rib, s katerimi se hrani, lovi predvsem ciplje in sardine ter občasno rake. Po drugi strani je njegovo okolje podvrženo velikim in nepredvidljivim podnebnim nihanjem zaradi pojava El Niño, ki občasno prinaša s hranili revnejše tople vode in posledično povzroča pomanjkanje hrane. Temu se je galapaški pingvin prilagodil s fleksibilnim obdobjem parjenja, ki je energetsko najzahtevnejša aktivnost; v ugodnih pogojih ima lahko do tri legla na leto, ko pa pride pomanjkanje, se sploh ne pari. Odvisno od jakosti pojava El Niño tako prihaja do velikih nihanj populacije.
Vrsta ima najmanjše gnezditveno območje in najmanjšo populacijo med vsemi pingvini. Gnezdi v skalnih odprtinah in manjših jamah, skoraj izključno na otokih Fernandina ter Isabela, gnezditveno populacijo ocenjujejo na zgolj 800 parov. Še v 1970. letih je bilo število galapaških pingvinov ocenjeno na 3400, potem pa je močan El Niño leta 1977 skrčil populacijo na četrtino. Od takrat si je populacija nekoliko opomogla, a jo je znova huje prizadel El Niño konec 1990. let. Dodatno jih ogrožata ribolov in turizem, zato velja vrsta za prizadeto.